# Mesquita Kiliç Ali Pasha
Kılıç Ali Pasha (en turc: Kiliç Ali Pasa Camii) és un conjunt d'edificis d'arquitectura otomana projectats i construïts entre el 1580 i 1587 per l'arquitecte Mimar Sinan, que llavors tenia ja 90 anys. La mesquita fou construïda entre el 1578 i 1580, i és al barri de Tophane, al districte de Beyoğlu d'Istanbul, a Turquia. Fou anomenada així en honor a l'aristòcrata otomà Kılıç Ali Paixà (Uluj Ali).
El conjunt, el formen una mesquita, una madrassa, un bany turc, una turba i una font, i fou construït per ordre del Capital Paixà (gran almirall) Uluj Ali. La mesquita n'és semblant a una versió menor de Santa Sofia.

## Arquitectura
S'han conservat dos cronogrames que daten la mesquita, en què figura l'any 988 de l'Hègira (calendari islàmic), que correspon amb l'any 1580 del calendari julià. Una d'aquestes inscripcions, a l'entrada exterior del conjunt, conté també un poema de 4 versicles, escrit en la cal·ligrafia thúluth.
Les tres portes del pati estan decorades. El pati també té una font de marbre d'ablució enfront de la sala d'oració, envoltada per vuit columnes i amb cúpula. El sostre del balcó exterior de la façana oest descansa sobre 12 columnes, totes amb capitells en forma de rombes. Al bell mig del balcó hi ha un portal de marbre.
D'altra banda, al pati exterior del cementeri s'alça una turba octogonal amb cúpula, construïda també per Mimar Sinan; les portes de fusta n'estan recobertes de nacre. Cal dir que la tomba de Kılıç Ali és dins l'edifici. A la dreta de la mesquita hi ha el bany turc, datat del 1583.